# Кралєваць
45°58′ пн. ш. 16°44′ сх. д. / 45.97° пн. ш. 16.74° сх. д.
Кралєваць (хорв. Kraljevac) — населений пункт у Хорватії, у Б'єловарсько-Білогорській жупанії у складі громади Ровище.

## Населення
Населення за даними перепису 2011 року становило 402 осіб.
Динаміка чисельності населення поселення: